# Sabine Hazboun
Sabine Hazboun (en arabe : سابين حزبون), née le 11 juin 1994 à Bethléem, est une nageuse palestinienne. 

## Carrière
Elle participe au 50 mètres nage libre féminin aux Jeux olympiques d'été de 2012 à Londres,. Elle a également participé à 5 championnats du monde de natation, à 2 Jeux asiatiques, aux Jeux olympiques de la jeunesse et à d'autres championnats internationaux,. 